# Dermival de Almeida Lima
Dermival de Almeida Lima, mais conhecido como Baiano (Capim Grosso, 28 de junho de 1978), é um ex-futebolista brasileiro que atuava como lateral direito.
Atualmente, atua como treinador.

## Carreira

### Jogador
Em sua terra natal, chegou a ser vendedor, antes dos 15 anos e foi tentar a sorte na cidade de Santos, trabalhando como camelô.
Em 1993, iniciou no Infantil do Santos, onde foi Campeão Paulista juvenil na base em 1994.
Em 1996, teve sua primeira chance na equipe principal dada pelo técnico Candinho, estreando em 22 de janeiro pelo Torneio de Verão contra o Grêmio. Em seus primeiros jogos, atuou como volante.
No ano seguinte, conquistou o título do Torneio Rio-São Paulo, e atuou em 64 partidas, dos 82 jogos do Santos no ano. Em 1998, conquistou a Copa Conmebol.
Em 1999, foi emprestado à Matonense e ao Vitória, onde teve grande destaque, chegando as semifinais do Brasileiro.
Na sua volta ao Peixe passou por uma ótima fase e foi vendido ao modesto Las Palmas da Espanha. Em sua primeira passagem pelo Santos, fez 161 partidas e marcou 6 gols.
Devido as dificuldades encontradas na equipe espanhola, ele foi emprestado ao Atlético-MG, onde fez uma boa temporada, mas com o fim do empréstimo, ele teve que voltar Las Palmas, mas antes de sua reapresentação retornou a sua cidade natal, Capim Grosso, palestrando sobre sua vida para centenas de crianças e adolescentes. Entre esses adolescentes estava o futuro jogador profissional Esmael Bastos Soares, o Neto Coruja.
Sua boa passagem pelo Galo Mineiro, fez despertar nos dirigentes do Palmeiras a vontade de contar com o jogador para a Série B 2003. E isso aconteceu após a venda do lateral Alessandro ao Dínamo de Kiev, do qual herdou a camisa 2 alviverde.
Com o título da Série B 2003 assegurado, ele, graças as boas apresentações no Paulistão 2004, seguiu para o Boca Juniors da Argentina.
No clube argentino, apesar de ter conseguido rapidamente assegurar a vaga de titular, ele sofria com o fato de ser negro e de ser brasileiro, o que fez ele querer voltar ao Brasil.
Graças as boas atuações na equipe alviverde em 2003/04, ele acabou retornando. Porém, dessa vez sua passagem não foi tão boa, ele retornou acima do peso, e não conseguiu mostrar o mesmo futebol de antes. Assim em 2006 ele acabou sendo vendido ao Rubin Kazan, da Rússia.
As dificuldades de adaptação na equipe russa, o fizeram voltar ao futebol brasileiro em 2007, primeiro no Náutico, e depois de volta ao Santos no segundo semestre, onde só atuou em 11 partidas.
No ano de 2008, ele foi contratado pelo Fortaleza no primeiro semestre, e em seguida foi para o Vasco, para o Brasileirão 2008, mas a equipe cruzmaltina mas o time acabou sendo rebaixado à Série B.
Em 2009, atuou na equipe do Atlético Nacional da Colômbia, na qual, ele atuou com seu ex-companheiro de Palmeiras, o colombiano Muñoz.
Ao voltar da Colômbia, em 2010, teve breve passagens pelo Guarani e pelo Paulista até que, em 2011, foi contratado pelo Red Bull Brasil.
Em 2012, foi contratado pelo Brasiliense, onde jogou por dois anos, jogou 77 partidas, marcou 16 gols e conquistou o Candangão de 2013. Seguiu para o rival Gama, em novembro de 2014.
Pelo Vila Nova, chegou no clube em 2015 para o fim da primeira fase e para o mata-mata da Série C do Campeonato Brasileiro. Baiano marcou um dos gols de pênalti nas disputas da semifinal entre Vila Nova x Grêmio Esportivo Brasil, que levou o clube a final da Serie C 2015.
No inicio de 2016, assina com o Brasília FC.
O lateral encerrou a carreira em 2018, no Real Brasília, aos 40 anos.

#### Seleção Brasileira
Participou da Seleção Brasileira na categoria Sub 23, quando foi titular do Torneio Pré-Olímpico Sul-Americano Sub-23 de 2000, disputado em Londrina em que o Brasil foi campeão. Participou também nas Olimpíadas daquele ano.
Fez 18 jogos pela Seleção Olímpica e marcou 2 gols.

### Treinador
Em 2019, comandou o Taboão da Serra. Em dez jogos a frente do clube, foram uma vitória, cinco empates e quatro derrotas.
Em agosto de 2021, assumiu o Paulista de Jundiaí na sequência da quarta e última divisão do Campeonato Paulista. Acabou deixando o comando técnico após a eliminação para o Grêmio Prudente nas oitavas de final. Em dez jogos, o clube conquistou cinco vitórias, três empates e duas derrotas. Posteriormente, assumiu a função de treinador da equipe Sub-20 do Galo e comandou a equipe na Copa São Paulo de Futebol Júnior de 2022, sendo eliminado ainda na fase de grupos, com três jogos, foram apenas uma vitória e duas derrotas.
Em março de 2022, assume como auxiliar técnico da equipe Sub-15 do Red Bull Bragantino.

## Títulos

### Jogador
Seleção Brasileira
- Torneio Pré-Olímpico: 2000

Santos
- Torneio Rio-São Paulo: 1997
- Copa Conmebol: 1998

Palmeiras
- Campeonato Brasileiro de Futebol - Série B: 2003

Boca Juniors
- Copa Sul-Americana: 2005
- Recopa Sul-Americana: 2005
- Campeonato Argentino: Apertura 2005

Brasiliense
- Campeonato Brasiliense: 2013

Vila Nova
- Campeonato Brasileiro de Futebol - Série C: 2015

Gama
- Campeonato Brasiliense: 2015